# Adenocalymma paucifoliolatum
Adenocalymma paucifoliolatum là một loài thực vật có hoa trong họ Chùm ớt. Loài này được (A.H.Gentry) L.G.Lohmann mô tả khoa học đầu tiên năm 2010.